# Omer Simeon
Omer Victor Simeon (La Nouvelle-Orléans, 21 juillet 1902 17 septembre 1959) est un clarinettiste de jazz américain. Il a également joué du saxophone soprano, alto et baryton et de la clarinette basse.

## Biographie
Omer Simeon est né à La Nouvelle-Orléans en Louisiane d'un père fabricant de cigares. Ensuite sa famille s'installe à Chicago. Il apprend la clarinette avec Lorenzo Tio, Jr. à la Nouvelle Orléans et commence à jouer comme professionnel dès 1920.
Il a travaillé à Chicago et Milwaukee (Wisconsin) avec divers ensembles, notamment avec Jimmy Bell et l'orchestre créole de Charlie Elgar. 
À partir de 1926, il commence à jouer avec Jelly Roll Morton et effectue toute une série d'enregistrements bien considérés avec le Red Hot Peppers de Morton et de plus petits ensembles. Simeon a aussi enseigné la musique. En 1927, il participe au Dixie Syncopators de King Oliver avec qui il s'installe à New York City. Après une période où il travaille avec Elgar à Chicago, il se joint à Luis Russell à Manhattan. Il retourne de nouveau à Chicago en 1928 pour jouer avec l'orchestre d'Erskine Tate. En 1931, il commence sa collaboration d'une dizaine d'années avec Earl Hines.
Dans les années 1940, il travaille avec les ensembles de Coleman Hawkins et Jimmie Lunceford. Après quelques enregistrements avec l'ensemble de Kid Ory, il passe l'essentiel des années 1950 avec la troupe de Wilbur de Paris, notamment une tournée en Afrique en 1957. En 1954, il joue du saxophone en duo avec Louis Armstrong à la trompette, dans un  enregistrement populaire dixieland de « Skokiaan ».
Omer Simeon meurt d'un cancer de la gorge à New York, à l'âge de 57 ans.